# En hund begraven
En hund begraven är en roman från 1988 av Reidar Jönsson. Romanen är den fristående fortsättningen på Mitt liv som hund och andra delen i den så kallade Hundtrilogin. 